# فولتون (ایلینوی)
فولتون، ایلینوی (به انگلیسی: Fulton, Illinois) یک شهر در ایالات متحده آمریکا با جمعیت ۳٬۴۸۱ نفر است که در ایلی‌نوی واقع شده‌است.